# Gothland
Die Gothland war ein 1893 fertiggestelltes Dampfschiff, das zunächst als Gothic für die White Star Line im Dienst stand und von 1908 bis 1926 von der Red Star Line im transatlantischen Passagierverkehr von Antwerpen nach New York eingesetzt wurde.

## Geschichte
Das Schiff wurde auf der Werft Harland & Wolff in Belfast als Passagier- und Frachtdampfer mit Platz für 104 Passagiere der Ersten und 114 der Dritten Klasse für den London-Neuseeland-Service der White Star Line gebaut. Es lief am 28. Juni 1893 vom Stapel und wurde zunächst auf dem Namen Gothic getauft. Das 149,56 Meter lange und 16,21 Meter breite Schiff hatte einen Schornstein, vier Masten, zwei Propeller und drei Decks. Die Schiffsvermessung lag bei 7755 BRT, 6644 Tonnen unter Deck und 4975 NRT. Es wurde mit ebenfalls bei Harland & Wolff gebauten sechszylindrigen Dampfmaschinen mit vertikaler Dreifachexpansion angetrieben, die eine Leistung von 700 nominalen Pferdestärken (nhp) leisteten und eine Höchstgeschwindigkeit von 14 Knoten (25,9 km/h) gewährleisteten. Am 28. Dezember 1893 legte die Gothic in London zu ihrer Jungfernfahrt nach Wellington über Kapstadt ab. Im Juni 1906 wurde sie bei Plymouth auf Grund gesetzt und geflutet, nachdem die Ladung Wolle in Brand geraten war.
1908 wurde die Gothic von der in Antwerpen sitzenden Reederei Red Star Line gekauft, die sie in Gothland umbenannte. Das Schiff fuhr nun unter belgischer Flagge. Red Star sah die Gothland hauptsächlich für den regen Auswandererverkehr vor, sodass die Passagierunterkünfte so eingerichtet wurden, dass insgesamt 1800 Reisende in Vierbettkabinen untergebracht werden konnten. Am 11. Juli 1908 lief die Gothland erstmals für die neuen Eigner von Antwerpen nach New York aus. Auf dieser Route blieb sie in den folgenden Jahren. Am 6. Mai 1911 gab es eine Ausnahme, als die Gothland für eine Überfahrt von Hamburg über Antwerpen nach Quebec und Montreal eingesetzt wurde.
Von 1911 bis 1913 wurde der Dampfer vorübergehend wieder von der White Star Line unter dem Namen Gothic für den Passagierverkehr von Großbritannien nach Australien und Neuseeland verwendet. Am 23. April 1913 lief das Schiff wieder als Gothland für Red Star von Antwerpen nach New York aus. Am 23. Juni 1914 strandete die Gothland auf den Gunnar Rocks bei den Scilly-Inseln und wurde drei Tage später zur Reparatur nach Southampton geschleppt. Während des Ersten Weltkriegs unternahm das Schiff mehrere Fahrten zum Transport von Hilfsgütern für die Kommission für das Belgische Hilfswerk von New York nach Falmouth und Rotterdam. Am 20. April 1916 legte sie in New York zur ersten dieser Fahrten ab.
Am 6. Mai 1919 war die Gothland wieder auf der Strecke Antwerpen–New York, aber zunächst nur als Frachtschiff. Erst ab dem 7. August 1920 wurden wieder Passagiere befördert. Im März 1925 absolvierte das inzwischen 32 Jahre alte Schiff seine letzte Fahrt von Antwerpen nach Philadelphia. Nachdem die Gothland im November 1925 zum Abbruch verkauft worden war, wurde sie im darauf folgenden Jahr in Bo’ness (Schottland) abgewrackt.